# Ida Busch
Yda Agatha (Ida) Busch (Zaandam, 11 juni 1942 - 30 maart 2001) was een Nederlandse kunstschilder. Zij maakte met name gouaches, maar ook zeefdrukken.

## Biografie
Busch was autodidact en dyslectisch. Haar vader had een winkel op de Zuiddijk te Zaandam waar hij ook ansichtkaarten verkocht. De onderwerpen van haar schilderijen zijn momentopnames uit het dagelijks leven. Deze ‘stilgezette’ momenten vallen vaak niet op door haast of andere focus, maar roepen bij een nadere beschouwing een glimlach of een gevoel van herkenning op. 
Busch schilderde met plakkaat- en acrylverf composities opgebouwd uit strakke lijnen en effen vlakken met een sterke grafische techniek, vaak met heldere kleuren. Plakkaatverf is een waterverf, maar wordt bij een gouache minder waterig opgebracht dan bijvoorbeeld bij een aquarel. Ze deed ongeveer drie weken over een schilderij. 
Enige invloeden zijn terug te zien van de stroming art deco. Door de onderwerpen kan men ook denken aan de Amerikaanse schilder Edward Hopper, want een individu staat vaak centraal, soms met een gevoel van isolement en vaak onderweg en onbespied.

## Exposities
Op vrijdag 9 maart 1984 verscheen er een artikel van Pieter Groenewold in De Typhoon over de expositie in een Amsterdamse galerie. De momentopnamen zouden we nu snapshots kunnen noemen. De werken die zij exposeert zijn op dat moment nieuw en Busch vertelt dat ze wil dat mensen haar kunst aan de muur hangen om er met een blij gevoel naar te kunnen kijken. Het mag niet op een boodschap gaan lijken, zo geeft ze aan in het interview. Het moet vrijblijvend zijn. Ze probeert blijmoedigheid over te brengen. Busch wil mensen niet overhalen tot een bepaalde levensvisie, naarmate ze ouder werd (zij was op dat moment 41), ontdekt ze steeds meer dat ze haar eigen weg moet gaan. In het verleden heeft ze soms de problemen van anderen ontzettend aangetrokken. Dat was voor haar over, maar ze had er veel van geleerd. Ze wilde verder met de mensen en de dingen die haar honderd procent boeien. ‘Want je leven is kort genoeg’.
Busch overleed plotseling aan een hersenvliesontsteking in 2001. Het begon op een vrijdagavond met oorpijn en twee weken later overleed ze. Na haar overleden is er van 19 oktober tot 10 november 2003 een eerbetoon aan haar samengesteld door haar partner Maria, die graag het werk wilde delen op haar vijftigste verjaardag met een expositie in het Kunsthuis aan de Scholtenstraat te Zaandam. Het kreeg de titel ‘Onderweg’ en ze vond in directeur Frenk van Heeswijk een enthousiaste medestander om dit mogelijk te maken. ‘Haar grootste wens was de mensen een andere blik op situaties te geven’ aldus Maria die lang haar leven met Ida en haar twee kinderen had gedeeld. ‘Ida had een sterke persoonlijkheid. Ze maakte altijd veel indruk. Ze was in heel haar wezen een stellige vrouw en dat zie je terug in haar schilderijen’.

## Nalatenschap
In het atelier stonden na het overlijden van Busch 50 schilderijen en Maria wilde dat deze nalatenschap met de wereld zou worden gedeeld. Via de Beeldende Kunstenaars Regeling (BKR) van 1956 tot 1987 heeft de gemeente Zaanstad verschillende werken van Busch gekocht.
In 2021 werden door de gemeente Zaanstad werken afgestoten. Een aantal schilderijen zijn onderdeel van de 600 kunststukken die aan het Zaans Museum zijn geschonken.
- RKD-Nederlands Instituut voor Kunstgeschiedenis: 14382